# Fleury-sur-Orne
Fleury-sur-Orne – miejscowość i gmina we Francji, w regionie Normandia, w departamencie Calvados.
Według danych na rok 1990 gminę zamieszkiwało 3861 osób, a gęstość zaludnienia wynosiła 572 osoby/km² (wśród 1815 gmin Dolnej Normandii Fleury-sur-Orne plasuje się na 49. miejscu pod względem liczby ludności, natomiast pod względem powierzchni na miejscu 737.).